# Provincia de Muş
Muş es una de las 81 provincias de Turquía. Está situada en el este del país, en la región de Anatolia y su capital es la ciudad homónima. Otra ciudad importante es Mancicerta (Malazgirt o Manzikert), famosa por la Batalla de Manzikert (1071).

## Datos básicos
- Superficie: 8.023 km²
- Población (2000): 453.654
- Densidad de población: 56,54 hab./km²